# 리벤지 (드라마)
리벤지(Revenge)는 2011년 9월 21일부터 2015년 5월 10일까지 ABC에서 방영했던 드라마이다. 알렉상드르 뒤마의 소설 《몬테크리스토 백작》을 바탕으로 제작되었다.

## 캐스트
- 에밀리 밴캠프(한국어판 더빙 - 정미숙) - 에밀리 손 / 어맨다 클라크
- 매들린 스토(한국어판 더빙 - 강희선) - 빅토리아 그레이슨
- 게이브리얼 맨(한국어판 더빙 - 윤세웅) - 놀런 로스
- 닉 웨슬러(한국어판 더빙 - 오인성) - 잭 포터
- 헨리 처니(한국어판 더빙 - 이봉준) - 콘래드 그레이슨
- 조시 보먼(한국어판 더빙 - 양석정) - 대니얼 그레이슨
- 크리스타 B. 앨런(한국어판 더빙 - 신송이) - 샬럿 그레이슨
- 애슐리 매덱(한국어판 더빙 - 은미) - 애슐리 데븐포트
- 코너 파올로(한국어판 더빙 - 남도형) - 디클런 포터